# David Wenham
David Wenham (Marrickville, Austrália, 21 de setembro de 1965) é um ator australiano.
É conhecido pela sua participação na trilogia Senhor dos Anéis, interpretando o personagem Faramir. Outra interpretação de David foi o monge Carl, em Van Helsing. Mas o que o fez ir para o hall dos atores famosos de Hollywood foi a sua incrível participação em 300, interpretando o enigmático e genial Dillios. Seu personagem, na telona, parece ser o único, juntamente ao rei Leônidas, que não sucumbiu à ideia da glória. E David também apareceu no filme Australia, como o antagonista, Neil Fletcher.
Recentemente atuou na série da Netflix Punho de Ferro como Harold Meachum.

## Vida Pessoal
Wenham nasceu in Marrickville, Sydney e é filho de Kath e Bill Wenham. Tem cinco irmãs mais velhas: Helen, Anne, Carmel, Kathyn e Maree, e um irmão mais velho: Peter. Foi criado na fé católica e estudou no Christian Brothers' High School, Lewisham.

## Carreira
Wenham começou sua carreira como ator após de formar no Treathe Nepean na University of Western Sydney, onde obteve o bacharelado em artes em 1987. Wenham participou de vários filmes para a televisão, como o premiado papel de 1996 no filme Simone de Beauvoir's Babies; e seu papel como Dan Della Bosca na série de televisão SeaChange, da ABC. Este papel o elevou a categoria de "sex symbol", apesar de ele não gostar de se pensar dessa forma.
Os filmes australianos que Wenham estrelou incluem o aclamado The Boys (1998) baseado na peça de mesmo nome apresentada no Griffin Theatre Company e parcialmente baseada no Assassinato de Anita Cobby; Molokai (1999), baseado na vida do Padre Damien; The Bank (2001); Gettin' Square (2003); Stiff (2004); The Brush Off (2004) e Three Dollars (2005). Wenham constantemente participa de filmes de Hollywood; ele é conhecido pelo papel de Faramir, filho de Denethor II, nos filmes O Senhor dos Anéis: Duas Torres e Senhor dos Anéis: O Retorno do Rei.
Ele também interpretou Friar Carl no filme Van Helsing, e Dilios, personagem que narra e interpreta no filme 300. Papéis menores incluem The Crocodile Hunter como um segurança de parque e uma pequena participação em Moulin Rouge como Audrey. Wenham também participa do clipe da música Brand New Day de Alex Lloyd. No filme de 2008, Austrália, ele atua ao lado de Hugh Jackman interpretando o vilão Nwil Flether que busca comprar o rancho que o personagem de Hugh Jakcman trabalha.
Wenham reprisa seu papel como Dilios no jogo 300: March to Glory, lançado para PSP.
Em 2009 volta aos palcos para atuar no musical Jerry Springer: The Opera. Em 2010, estrela um advogado decadente de Melbourne, Andrew Fraser, na série de TV australiana Killing Time.
Wenham interpreta o detetive neozelandês Al Parker na série de 2013 da BBC, Top of The Lake.
Em 2014, Wenham interpretou Patrick em Paper Planes. Em 2015 dublou Jacko em Blicky Bill The Movie.
Em 2017 atuou como o antagonista Harold Meachum na série da Netflix Punho de Ferro.

## Filmografia

### Cinema
| Ano  | Título                                           | Papel                    | Notas      |
| ---- | ------------------------------------------------ | ------------------------ | ---------- |
| 1992 | Greenkeeping                                     | Trevor                   |            |
| 1992 | Seeing Red                                       | Frank                    |            |
| 1994 | Gino                                             | Trevor                   |            |
| 1994 | Tran the Man                                     | Raymond "Tran" Moss      | Short film |
| 1994 | No Escape                                        | Hotel Guard No. 2        |            |
| 1995 | Roses Are Red                                    | Brian                    |            |
| 1996 | Cosi                                             | Doug                     |            |
| 1996 | Idiot Box                                        | Bank Teller              |            |
| 1998 | The Boys                                         | Brett Sprague            |            |
| 1998 | Dark City                                        | Schreber's Assistant     |            |
| 1998 | A Little Bit of Soul                             | Dr. Richard Shorkinghorn |            |
| 1999 | Molokai: The Story of Father Damien              | Father Damien            |            |
| 2000 | Better Than Sex                                  | Josh                     |            |
| 2001 | Russian Doll                                     | Ethan                    |            |
| 2001 | Moulin Rouge!                                    | Audrey                   |            |
| 2001 | The Bank                                         | Jim Doyle                |            |
| 2001 | Dust                                             | Luke                     |            |
| 2002 | The Crocodile Hunter: Collision Course           | Sam Flynn                |            |
| 2002 | Pure                                             | Lenny                    |            |
| 2002 | The Lord of the Rings: The Two Towers            | Faramir                  |            |
| 2003 | Gettin' Square                                   | Johnny Spitieri          |            |
| 2003 | Basilisk Stare                                   | Dave                     |            |
| 2003 | The Lord of the Rings: The Return of the King    | Faramir                  |            |
| 2004 | Van Helsing                                      | Carl                     |            |
| 2005 | Three Dollars                                    | Eddie Harnovey           |            |
| 2005 | The Proposition                                  | Eden Fletcher            |            |
| 2007 | 300                                              | Dilios                   |            |
| 2008 | Married Life                                     | John O'Brien             |            |
| 2008 | The Children of Huang Shi                        | Barnes                   |            |
| 2008 | Australia                                        | Neil Fletcher            |            |
| 2009 | Public Enemies                                   | Harry Pierpont           |            |
| 2009 | Pope Joan                                        | Gerold                   |            |
| 2010 | Legend of the Guardians: The Owls of Ga'Hoole    | Digger (voice)           |            |
| 2010 | Oranges and Sunshine                             | Len                      |            |
| 2014 | 300: Rise of an Empire                           | Dilios                   |            |
| 2015 | Paper Planes                                     | Patrick                  |            |
| 2015 | Blinky Bill the Movie                            | Jacko (voice)            |            |
| 2015 | Force of Destiny                                 | Robert                   | Filming    |
| 2016 | Goldstone                                        | Johnny                   |            |
| 2016 | Lion                                             | John Brierley            |            |
| 2017 | Pirates of the Caribbean: Dead Men Tell No Tales | Scarfield                |            |
| 2022 | Elvis                                            | Hank Snow                |            |

### Televisão
| Year      | Title                     | Role                                                    | Notes                            |
| --------- | ------------------------- | ------------------------------------------------------- | -------------------------------- |
| 1987      | A Country Practice        | Ambulanceman 1                                          | Episode: "Mozart Rules – Part 1" |
| 1987      | Sons and Daughters        | Debt Collector                                          | Episode: "#1.954"                |
| 1988      | A Country Practice        | Scott Galbraith                                         | 2 episodes                       |
| 1990      | Come In Spinner           | Australian soldier                                      | Mini-series                      |
| 1991      | Police Rescue             | Ferret                                                  | Episode: "The Cosmic Lightbeam"  |
| 1992      | A Country Practice        | David Cornish                                           | 2 episodes                       |
| 1994      | Blue Heelers              | William Cassidy                                         | Episode: "The Folly of Youth"    |
| 1994      | Escape from Jupiter       | Dr. Chrobak                                             |                                  |
| 1996      | Blue Heelers              | Robbie Doyle                                            | Episode: "Happy Families"        |
| 1997      | Return to Jupiter         | Dr. Ghrobak                                             | 2 episodes                       |
| 1998–1999 | SeaChange                 | Dan Della Bosca                                         | 15 episodes                      |
| 2004      | The Brush-Off             | Murray Whelan                                           | Telemovie                        |
| 2006      | Answered by Fire          | Mark Waldman                                            | Two-part mini-series             |
| 2009      | Deadliest Warrior         | Narrator                                                | Credited as "Drew Skye"          |
| 2011      | Killing Time              | Andrew Fraser                                           | 10 episodes                      |
| 2012      | Dripping in Chocolate     | Bennett O'Mara                                          |                                  |
| 2013      | Top of the Lake           | Al Parker                                               | 7 episódios                      |
| 2013      | Better Man                | Julian McMahon                                          | 4 episódios                      |
| 2014      | The Code                  | Ian Bradley                                             | 6 episódios                      |
| 2015      | Banished                  | Captain Arthur Phillip, 1st Governor of New South Wales |                                  |
| 2015      | Who Do You Think You Are? | Himself                                                 | Series 7, Episódio 4             |
| 2017      | Punho de Ferro            | Harold Meachum                                          |                                  |
| 2022      | Pieces of Her             | Jasper Queller                                          | Elenco principal                 |

## Prêmios
- Australian Film Institute Award for Best Lead Actor in Television Drama  por Simone de Beauvoir's Babies (1997) – Vencedor
- Australian Film Institute Award for Best Lead Actor in Television Drama por Answered by Fire (2006) – Vencedor